# Trishul (monte)
Il Trishul (anche Trisul Hindi त्रिशूलत्रिशूल, Triśūl ) è una montagna alta 7120 metri nella regione del Garhwal in India.

## Storia
Nel 1907 una spedizione franco-britannica riuscì a scalare per la prima volta questa montagna. Si trattò della prima scalata di un settemila. Durante questa salita, si tentò, per la prima volta, di utilizzare ossigeno aggiuntivo come ausilio per l'arrampicata. Tuttavia, non fu possibile determinare se l'ossigeno trasportato fosse stato utile. Dopo la spedizione, ci vollero altri 21 anni per raggiungere un picco più alto.
Oggi il Trishul è uno dei settemila più scalati perché è relativamente facile da raggiungere.

## Picchi secondari
Il Trishul ha due picchi secondari. Il Trishul II che ha un'altezza di 6690 metri e il Trishul III di 6007 metri. Entrambe le vette potrebbero essere state scalate per la prima volta nel 1960.